# Екзистенційна криза
Екзистенційна кри́за — стан тривоги, відчуття глибокого психологічного дискомфорту у питаннях про сенс існування. Найпоширеніший у культурах, де основні потреби щодо виживання вже задоволені.

## Опис
Ознаки екзистенційної кризи:
- почуття ізольованості й самотності;
- усвідомлення власної смертності, або впевненість у відсутності загробного життя;
- усвідомлення, що власне життя не має мети або сенсу, ні надприродного, ні простого, окрім як життя заради життя;
- руйнування почуття реальності чи поглядів на світ;
- усвідомлення власної свободи та наслідків від її прийняття або відхилення;
- крайній ступінь переживання насолоди чи болю, що спонукає до пошуку сенсу.

Стан схожий на соціологічне поняття, відоме як аномія. Його також часто пов'язують із кризою середнього віку.
У неекзистенційних системах поглядів сенс людського життя дуже часто визначається ще до народження, зазвичай якоюсь надприродною істотою або групою істот. Недовіра до подібних поглядів зазвичай стає передумовою екзистенційної кризи. Переважно екзистенційна криза — це раптове усвідомлення того, що не знаєш, навіщо тобі потрібне життя і / або усвідомлення неминучого наближення власної загибелі.
Людина стикається з парадоксом, коли вона вірить, що її життя важливе, і водночас розуміє, що людське існування саме по собі не має ні призначення, ні сенсу. У цей момент виникає когнітивний дисонанс. Розв'язання цього парадоксу ліквідує кризу. Типове вирішення кризи відбувається у знаходженні віри в надприродне пояснення, що дається релігією; інші дотримуються думки, що кожен сам визначає сенс власного існування на цій планеті.
Екзистенційну кризу іноді породжує значна подія або зміна в житті людини. Зазвичай подія змушує людину замислитися про власну смертність, знімаючи психологічний бар'єр, який захищав від цих неприємних думок (більшість людей мають ірраціональний страх смерті). Типовими прикладами подібних подій є смерть коханої людини, виникнення реальної загрози життю, використання психоделіків типу LSD, дорослішання і догляд власних дітей, досягнення певного віку або тривале ув'язнення в самотній камері.

## Подолання кризи
Існують різноманітні способи подолання екзистенційної кризи. Хтось може вирішити, наприклад, що безглуздо замислюватися про це, тому що ми так ніколи й не дізнаємося деяких екзистенційних істин і не отримаємо жодних гарантій щодо результатів такого запитування. Або що не важливо знати, що і як відбувається; все, що має значення — це теперішнє. А хтось може вирішити, що суть життя — це бути щасливим, і буде намагатися накопичувати більше знань, щоб добитися цього.
Петер Цапффе, норвезький філософ, в есе Останній Месія описує чотири шляхи до яких вдаються люди задля подолання екзистенційної кризи: 
- ізоляція
- фіксація
- відволікання
- сублімація

## Див.також
- Екзистенція
- Екзистенціалізм
- Екзистенціальна психотерапія